# 登布林和马佐夫舍地区明斯克战役
登布林和马佐夫舍地区明斯克战役（波蘭語：Walki o Dęblin i Mińsk Mazowiecki）是1920年波苏战争中，发生在波兰登布林和马佐夫舍地区明斯克的一场战役，最终波兰胜利。

## 过程
1920年8月12日，在維普日河反攻的前几天，米哈伊爾·圖哈切夫斯基来到了普瓦维，视察部队。第二天，他到达了登布林，并会见了Śmigły-Rydz和Leonard Skierski将军。会议期间，圖哈切夫斯基向他们介绍了他对苏军阵地的进攻计划。面对苏军第16集团军和莫兹尔群，圖哈切夫斯基负责指挥第1突击群（英語：First Assault Group），并将他的指挥部设在从登布林到科茨克和从华沙到卢布林的道路交叉口。
8月16日凌晨4点，约瑟夫·毕苏斯基发出进攻命令。波兰军的目标是到达连接华沙和布列斯特的道路，以切断苏俄西线的补给线和撤退路线。波兰前进的右翼受到第3步兵师的保护，该师沿弗沃達瓦–布列斯特线进攻。第1突击群成功摧毁了红军的莫济里群和苏军第16集团军南翼。
同时，Wrzalinski的第2突击群集中在韦索瓦区附近，在Nowicki少校的装甲群（5个坦克部队，3辆装甲列车，10架飞机）的支持下向马佐夫舍地区明斯克进攻。Wrzalinski和他的士兵们在上午9点开始进攻。波兰军分成两个纵队，迅速推进，用他们的坦克和大炮粉碎了苏军的抵抗。防守Dębe Wielkie的红军第10步兵师放弃了阵地，下午6点左右，两列波兰装甲列车进入马佐夫舍地区明斯克的火车站，迫使苏军撤退。

## 纪念
登布林和马佐夫舍地区明斯克战役在华沙无名战士墓上得到了纪念，铭文为“DĘBLIN – MIŃSK MAZOWIECKI 16 – 18 VIII 1920”。